# Tom Verica
Thomas Verica (Filadelfia, 13 maggio 1964) è un attore e regista statunitense.

## Biografia
Figlio di due agenti immobiliari, è italiano da parte di padre. Il suo primo ruolo risale al 1987 nella nota soap opera All My Children. Negli anni successivi recita in numerose serie televisive come 4400, Grey's Anatomy, Medium, The Closer e How to Get Away with Murder. Gira inoltre diversi episodi della serie prodotte da Shonda Rimes, essendone un grande amico.

## Filmografia

### Attore

#### Cinema
- 58 minuti per morire - Die Harder (Die Hard 2), regia di Renny Harlin (1990)
- Due padri di troppo (Father's Day), regia di Ivan Reitman (1997)
- Formula per un delitto (Murder by Numbers), regia di Barbet Schroeder (2002)
- Red Dragon, regia di Brett Ratner (2002)
- Flags of Our Fathers, regia di Clint Eastwood (2006)
- Zodiac, regia di David Fincher (2007)

#### Televisione
- La valle dei pini (All My Children) – soap opera, 3 episodi (1987)
- In viaggio nel tempo (Quantum Leap) – serie TV, episodio 1x08 (1989)
- L.A. Law - Avvocati a Los Angeles (L.A. Law) – serie TV, 9 episodi (1991)
- Quell'uragano di papà (Home Improvement) – serie TV, episodio 1x22 (1992)
- La famiglia Brock (Picket Fences) – serie TV, episodio 1x10 (1992)
- Un poliziotto scomodo (Donato and Daughter), regia di Rod Holcomb – film TV (1993)
- Miami Beach – serie TV, episodio 1x03 (1993)
- Seinfeld – serie TV, episodio 5x11 (1993)
- Codice violato (Breach of Conduct), regia di Tim Matheson – film TV (1994)
- NYPD - New York Police Department (NYPD Blue) – serie TV, episodio 2x13 (1995)
- Matlock – serie TV, episodio 9x15 (1995)
- Almost Perfect – serie TV, episodio 2x10 (1997)
- The Naked Truth – serie TV, 22 episodi (1997-1998)
- Dalla Terra alla Luna (From the Earth to the Moon) – miniserie TV, 3 episodi (1998)
- Providence – serie TV, 13 episodi (1999)
- Will & Grace – serie TV, episodi 1x22 e 4x15 (1999-2002)
- Frasier – serie TV, episodio 8x23 (2001)
- Crossing Jordan – serie TV, episodio 1x12 (2002)
- Baby Bob – serie TV, episodio 1x03 (2002)
- Il tocco di un angelo (Touched by an Angel) – serie TV, episodio 8x19 (2002)
- American Dreams – serie TV, 61 episodi (2002-2005)
- The 4400 – serie TV, 3 episodi (2005)
- Law & Order - Unità vittime speciali (Law & Order: Special Victims Unit) – serie TV, episodio 7x13 (2006)
- Dr. House - Medical Division (House) – serie TV, episodio 2x13 (2006)
- Boston Legal – serie TV, episodio 3x07 (2006)
- The Nine – serie TV, 10 episodi (2006-2007)
- Grey's Anatomy – serie TV, episodio 5x07 (2008)
- Lie to Me – serie TV, episodio 1x04 (2009)
- Medium – serie TV, episodio 6x09 (2009)
- Programma protezione principesse (Princess Protection Program), regia di Allison Liddi-Brown – film TV (2009)
- CSI Miami - serie TV, episodio 7x13 (2009)
- The Closer – serie TV, episodio 6x07 (2010)
- Le regole del delitto perfetto (How to Get Away with Murder) – serie TV, 23 episodi (2014-2019)

### Regista
- American Dreams (2 episodi, 2004)
- A proposito di Brian (episodio 2x16, 2007)
- Boston Legal (2 episodi, 2007-2008)
- Grey's Anatomy (9 episodi, 2007-2011)
- Men in Trees - Segnali d'amore (episodio 2x12, 2008)
- My Own Worst Enemy (episodio 1x10, 2008)
- The Cleaner (episodio 1x10, 2008)
- Private Practice (7 episodi, 2008-2012)
- Ugly Betty (2 episodi, 2009)
- The Beast (episodio 1x08, 2009)
- Dirty Sexy Money (episodio 2x10, 2009)
- Army Wives - Conflitti del cuore (episodio 3x13, 2009)
- Eastwick (episodio 1x07, 2009)
- No Ordinary Family (episodio 1x08, 2010)
- Harry's Law (2 episodi, 2010-2011)
- The Mentalist (3 episodi, 2010-2011)
- Body of Proof (episodio 2x19, 2012)
- Scandal (16 episodi, 2012-2018)
- Still Star-Crossed (episodio 1x06, 2017)
- For the People (6 episodi, 2018-2019)
- The Umbrella Academy (2 episodi, 2020)
- Station 19 (episodio 3x11, 2020)
- Bridgerton (4 episodi, 2020-2022)
- Inventing Anna (2 episodi, 2022)

### Produttore
- Scandal (2012-2018) produttore esecutivo
- For the People (2018-2019) produttore esecutivo
- Dance Dreams: Hot Chocolate Nutcracker (2020) produttore esecutivo
- Bridgerton (2020-in corso) produttore esecutivo
- Inventing Anna (2022) produttore esecutivo

## Doppiatori italiani
Nelle versioni in italiano dei suoi lavori, Tom Verica è stato doppiato da:
- Gaetano Varcasia in Dr. House - Medical Division
- Giuliano Bonetto in Zodiac
- Fabrizio Manfredi in Grey's Anatomy
- Luca Ward in Lie To Me
- Fabrizio Russotto in Medium
- Andrea Ward in The Closer
- Stefano Benassi in Le regole del delitto perfetto